# I Love Paris
«I Love Paris» (также известная как «I Love Paris in the Springtime») — песня американского композитора Коула Портера. Впервые прозвучала в его мюзикле Can-Can, премьера которого состоялась на Бродвее в 1953 году.
Песню впервые исполнила на сцене Лило, которая играла роль Фисташковой Девушки в оригинальной бродвейской постановке, шедшей в «Театре Шуберта» в 1953–54 годах.
В экранизации этого мюзикла («Канкан», 1960) песню исполняют дуэтом Фрэнк Синатра и Морис Шевалье.

## Другие версии
Собственные версии этой песни записало множество исполнителей, среди них Лес Бакстер со своим оркестром (1953), Бинг Кросби (1953), Мишель Легран (1954), Катерина Валенте (на немецком языке под названием «Ganz Paris träumt von der Liebe», 1954), Элла Фицджеральд (1956), группа The Coasters (1958), Скримин Джей Хокинс (1958), Стэн Кентон (1958), Энди Уильямс (1960), Этта Джонс (1960), Дорис Дэй (1960) и Ал Хирт (1961), Джек Джонс (1961) и Ванесса Паради (на альбоме Best of Vanessa Paradis, 2009), Евгений Понасенков (2019).